# Francia en los Juegos Paralímpicos de Toronto 1976
Francia estuvo representada en los Juegos Paralímpicos de Toronto 1976 por un total de 52 deportistas, 42 hombres y 10 mujeres.

## Medallistas
El equipo paralímpico francés obtuvo las siguientes medallas:
| Nombre                                                       | Deporte                       | Evento                                              |
| ------------------------------------------------------------ | ----------------------------- | --------------------------------------------------- |
| Oro                                                          |                               |                                                     |
| B. Perry                                                     | Atletismo                     | 100 m F1 masculino                                  |
| B. Perry                                                     | Atletismo                     | 1500 m F1 masculino                                 |
| Cailloux                                                     | Atletismo                     | 100 m E1 masculino                                  |
| J. Alexandre                                                 | Atletismo                     | 1500 m F masculino                                  |
| P. Chassagne Leon Sur                                        | Bolos sobre hierba            | Dobles D masculino                                  |
| A. Piutti Thore                                              | Dartchery                     | Dobles clase abierta masculino                      |
| Josette Merckx                                               | Esgrima en silla de ruedas    | Florete individual 4-5 femenino                     |
| Favarcq Martine                                              | Esgrima en silla de ruedas    | Florete individual novel femenino                   |
| Christian Lachaud                                            | Esgrima en silla de ruedas    | Florete individual novel masculino                  |
| Pierre Prestat                                               | Esgrima en silla de ruedas    | Espada individual 4-5 masculino                     |
| André Hennaert                                               | Esgrima en silla de ruedas    | Sable individual 2-3 masculino                      |
| Mohamed Benamar Christian Lachaud Pierre Prestat Herbert Sok | Esgrima en silla de ruedas    | Espada por equipos 2-5 masculino                    |
| André Hennaert Aimé Planchon                                 | Esgrima en silla de ruedas    | Sable por equipos 2-5 masculino                     |
| Heller                                                       | Natación                      | 100 m mariposa 6 femenino                           |
| B. Perry                                                     | Natación                      | 50 m espalda F1 masculino                           |
| B. Perry                                                     | Natación                      | 50 m libre F1 masculino                             |
| B. Perry                                                     | Natación                      | 100 m estilos F1 masculino                          |
| Robert Gallais                                               | Natación                      | 100 m espalda C masculino                           |
| Villatte                                                     | Natación                      | 100 m espalda D masculino                           |
| Mireille Maraschin                                           | Tiro con arco                 | Distancia avanzada clase abierta femenino           |
| J. M. Chapuis                                                | Tiro con arco                 | Ronda novel clase abierta masculino                 |
| Mireille Maraschin A. Piutti Thore                           | Tiro con arco                 | Distancia avanzada por equipos clase abierta mixto  |
| J. M. Chapuis A. Galea Malgogne                              | Tiro con arco                 | Ronda noveles y tetrapléjicos por equipos A-C mixto |
| Plata                                                        |                               |                                                     |
| Leon Sur                                                     | Atletismo                     | Jabalina D masculino                                |
| Aimé Planchon                                                | Esgrima en silla de ruedas    | Florete individual 4-5 masculino                    |
| Marc Toper                                                   | Esgrima en silla de ruedas    | Florete individual novel masculino                  |
| Mohamed Benamar                                              | Esgrima en silla de ruedas    | Espada individual 2-3 masculino                     |
| Pierre Prestat                                               | Esgrima en silla de ruedas    | Sable individual 4-5 masculino                      |
| Christian Lachaud Aimé Planchon Toper                        | Esgrima en silla de ruedas    | Florete por equipos novel masculino                 |
| Favarcq Martine Josette Merckx Maguy Ramousse                | Esgrima en silla de ruedas    | Florete por equipos novel femenino                  |
| J. M. Barberane                                              | Halterofilia                  | Peso supergallo masculino                           |
| J. Ponnier                                                   | Halterofilia                  | Peso pluma masculino                                |
| Alex Eguers                                                  | Halterofilia                  | Peso ligero masculino                               |
| Aoudmond                                                     | Halterofilia                  | Peso medio masculino                                |
| Heller                                                       | Natación                      | 100 m libre 6 femenino                              |
| Heller                                                       | Natación                      | 100 m espalda 6 femenino                            |
| Tournier                                                     | Natación                      | 25 m libre 1B femenino                              |
| Cailloux                                                     | Natación                      | 50 m espalda E1 masculino                           |
| A. Maillet                                                   | Natación                      | 150 m estilos D1 masculino                          |
| Villatte                                                     | Natación                      | 200 m estilos D masculino                           |
| Maguy Ramousse                                               | Tenis de mesa                 | Individual 2 femenino                               |
| P. Chassagne                                                 | Tenis de mesa                 | Individual D masculino                              |
| Thore                                                        | Tiro con arco                 | Distancia avanzada clase abierta masculino          |
| A. Galea                                                     | Tiro con arco                 | Ronda novel clase abierta masculino                 |
| Bronce                                                       |                               |                                                     |
| P. Morel                                                     | Atletismo                     | Jabalina 5 masculino                                |
| Equipo                                                       | Baloncesto en silla de ruedas | Torneo masculino                                    |
| Herbert Sok                                                  | Esgrima en silla de ruedas    | Florete individual 4-5 masculino                    |
| Aimé Planchon                                                | Esgrima en silla de ruedas    | Sable individual 4-5 masculino                      |
| A. Maillet                                                   | Natación                      | 50 m braza D1 masculino                             |
| A. Maillet                                                   | Natación                      | 50 m libre D1 masculino                             |
| Finck                                                        | Natación                      | 100 m braza C1 masculino                            |
| Finck                                                        | Natación                      | 100 m espalda C1 masculino                          |
| Robert Gallais                                               | Natación                      | 100 m braza C masculino                             |
| Robert Gallais                                               | Natación                      | 200 m estilos C masculino                           |
| Raffin                                                       | Natación                      | 25 m braza 1A masculino                             |
| Villatte                                                     | Natación                      | 100 m braza D masculino                             |
| Vaccara                                                      | Natación                      | 400 m estilos A masculino                           |
| Maguy Ramousse Tournier                                      | Tenis de mesa                 | Equipo 2 femenino                                   |